# Calonectria scoparia
Calonectria scoparia är en svampart som beskrevs av Ribeiro & Matsuoka ex Peerally 1991. Calonectria scoparia ingår i släktet Calonectria och familjen Nectriaceae.   Inga underarter finns listade i Catalogue of Life.